# Primera División (Schach) 1980
Die Primera División (Schach) 1980 war die höchste Spielklasse der 24. spanischen Mannschaftsmeisterschaft im Schach und wurde mit zehn Mannschaften ausgetragen. Meister wurde die Mannschaft von CE Vulcà Barcelona, während sich der Titelverteidiger UGA Barcelona mit dem dritten Platz begnügen musste. Aus der Segunda División waren Círculo Mercantil Sevilla und CA Jersa Alicante aufgestiegen. Während Sevilla den Klassenerhalt erreichte, stieg Alicante zusammen mit CA Caja de Ahorros Málaga direkt wieder ab.
Zu den Mannschaftskadern siehe Mannschaftskader der Primera División (Schach) 1980.

## Modus
Die zehn teilnehmenden Mannschaften spielten ein einfaches Rundenturnier, die beiden Letzten stiegen ab und wurden durch die beiden Ersten der Segunda División ersetzt. Gespielt wurde an vier Brettern, über die Platzierung entschied zunächst die Anzahl der Brettpunkte (ein Punkt für einen Sieg, ein halber Punkt für ein Remis, kein Punkt für eine Niederlage), anschließend die Anzahl der Mannschaftspunkte (zwei Punkte für einen Sieg, ein Punkt für ein Unentschieden, kein Punkt für eine Niederlage).

## Termine und Spielort
Das Turnier wurde vom 19. bis 27. August in Santander ausgetragen.

## Saisonverlauf
CE Vulcà Barcelona lag fast das gesamte Turnier über an der Spitze und gewann am Ende mit drei Punkten Vorsprung. Die Abstiegsfrage entschied sich in der letzten Runde gegen CA Caja de Ahorros Málaga und CA Jersa Alicante.

## Abschlusstabelle
| Pl. | Verein                        | Sp | G | U | V | Brett-P.  | Mannsch.-P. |
| --- | ----------------------------- | -- | - | - | - | --------- | ----------- |
| 01. | CE Vulcà Barcelona            | 9  | 6 | 2 | 1 | 25,5:10,5 | 14:4        |
| 02. | CE Olot                       | 9  | 6 | 2 | 1 | 22,5:13,5 | 14:4        |
| 03. | UGA Barcelona (M)             | 9  | 6 | 2 | 1 | 21,5:14,5 | 14:4        |
| 04. | CE Terrassa                   | 9  | 5 | 1 | 3 | 20,5:15,5 | 11:7        |
| 05. | CA Gambito Valencia           | 9  | 2 | 6 | 1 | 20,0:16,0 | 10:8        |
| 06. | Círculo Mercantil Sevilla (N) | 9  | 3 | 1 | 5 | 19,0:17,0 | 7:11        |
| 07. | Asociación Barcinona          | 9  | 2 | 3 | 4 | 17,0:19,0 | 7:11        |
| 08. | CA Peña Rey Ardid Bilbao      | 9  | 3 | 1 | 5 | 13,0:23,0 | 7:11        |
| 09. | CA Caja de Ahorros Málaga     | 9  | 1 | 1 | 7 | 11,5:24,5 | 3:15        |
| 10. | CA Jersa Alicante (N)         | 9  | 0 | 3 | 6 | 9,5:26,5  | 3:15        |

### Entscheidungen
|     | spanischer Mannschaftsmeister: CE Vulcà Barcelona                               |
|     | Absteiger in die Segunda División: CA Caja de Ahorros Málaga, CA Jersa Alicante |
| (M) | Titelverteidiger                                                                |
| (N) | Vorjahresaufsteiger                                                             |

### Kreuztabelle
| Ergebnisse | Ergebnisse                | 01. | 02. | 03. | 04. | 05. | 06. | 07. | 08. | 09. | 10. |
| ---------- | ------------------------- | --- | --- | --- | --- | --- | --- | --- | --- | --- | --- |
| 01.        | CE Vulcà Barcelona        |     | 3½  | 1½  | 3   | 3   | 2   | 2   | 4   | 3½  | 3   |
| 02.        | CE Olot                   | ½   |     | 3   | 2½  | 2   | 2½  | 2½  | 3½  | 4   | 2   |
| 03.        | UGA Barcelona             | 2½  | 1   |     | 2½  | 2   | 2½  | 2½  | 2   | 3½  | 3   |
| 04.        | CE Terrassa               | 1   | 1½  | 1½  |     | 2   | 2½  | 3   | 2½  | 3   | 3½  |
| 05.        | CA Gambito Valencia       | 1   | 2   | 2   | 2   |     | 3   | 2   | 4   | 2   | 2   |
| 06.        | Círculo Mercantil Sevilla | 2   | 1½  | 1½  | 1½  | 1   |     | 3   | 1½  | 3   | 4   |
| 07.        | Asociación Barcinona      | 2   | 1½  | 1½  | 1   | 2   | 1   |     | 3½  | 2½  | 2   |
| 08.        | CA Peña Rey Ardid Bilbao  | 0   | ½   | 2   | 1½  | 0   | 2½  | ½   |     | 2½  | 3½  |
| 09.        | CA Caja de Ahorros Málaga | ½   | 0   | ½   | 1   | 2   | 1   | 1½  | 1½  |     | 3½  |
| 10.        | CA Jersa Alicante         | 1   | 2   | 1   | ½   | 2   | 0   | 2   | ½   | ½   |     |

## Die Meistermannschaft
| 1.            | CE Vulcà Barcelona |
| Schachfiguren | Orestes Rodríguez Vargas, Juan Manuel Bellón López, Ángel Martín González, Jordi Ayza Ballester, Manuel Nieto Míguez, Jordi Miralles Brugués. |